# Grand (Vosges)
Grand település Franciaországban, Vosges megyében. Lakosainak száma 364 fő (2022. január 1.). Grand Midrevaux, Pargny-sous-Mureau, Trampot, Germay, Lezéville, Morionvilliers, Dainville-Bertheléville, Avranville és Brechainville községekkel határos.

## Népesség
A település népességének változása:
| Lakosok száma | 404  | 381  | 380  | 360  | 355  | 351  | 348  | 356  | 364  |
|               | 2013 | 2015 | 2016 | 2017 | 2018 | 2019 | 2020 | 2021 | 2022 |